# ブレントウッド・タウンFC
ブレントウッド・タウン・フットボールクラブ（Brentwood Town Football Club）は、イングランド、エセックス州ブレントウッドを本拠地とするサッカークラブチームである。2021-2022シーズンはイスミアンリーグ・ノースディヴィジョン（8部相当）に所属。

## 名称変更
- 1954-1970 メノア・アスレティックFC
- 1970-1974 ブレントウッド・アスレティックFC
- 1974-2004 ブレントウッドFC
- 2004-現在 ブレントウッド・タウンFC

## タイトル

### 国内タイトル
- サウザンリーグ・ディヴィジョン1:1回

1968-1969
- エセックス・シニアリーグ:2回

2001-2002,2006-2007

### 国際タイトル
- なし